# Konsulaty w Katowicach
Konsulaty w Katowicach – miasto Katowice było już w okresie międzywojennym ośrodkiem administracyjnym i gospodarczym (stolica województwa śląskiego). Wiele krajów lokowało tutaj swoje przedstawicielstwa dyplomatyczne i konsularne, np. konsulaty. Również obecnie kilka państw posiada w Katowicach swoje przedstawicielstwa.

## II Rzeczpospolita (1918-1939)

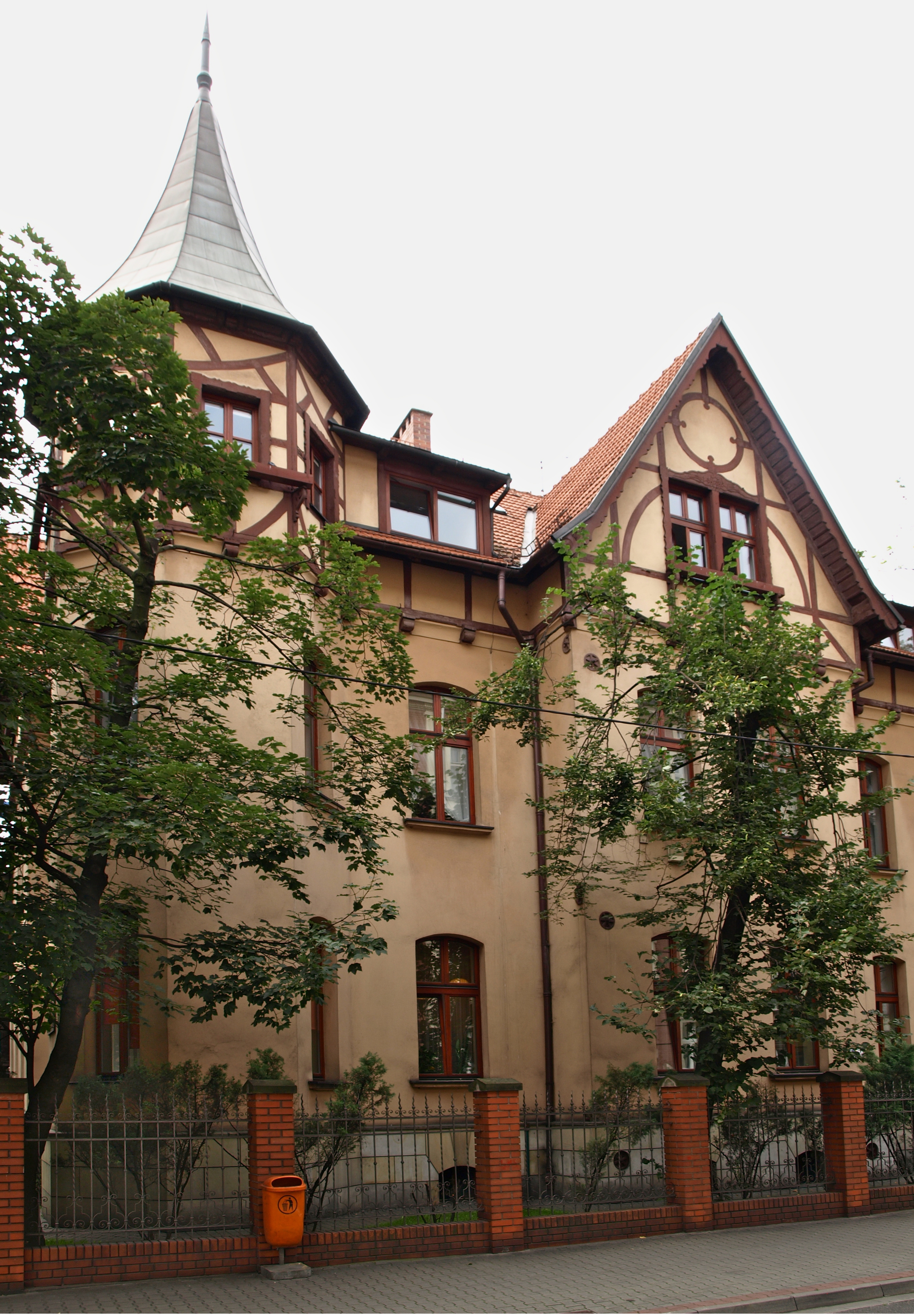
Były Konsulat III Rzeszy (1922-1938) w willi „Dame” Louisa Damego przy ul. Sokolskiej 8

Przed II wojną światową istniało w Katowicach w różnych okresach aż 16 konsulatów:
- Konsulat Generalny Niemiec (1922-1939)
- Konsulat Francji (1923-1939)
- Konsulat Włoch (1926-1939)
- Wicekonsulat Wielkiej Brytanii (1924-1939)
- Konsulat Austrii (1925-1938)
- Konsulat Belgii (1929-1939)
- Konsulat Danii (1929-1939)
- Konsulat Finlandii (1927-1939)
- Konsulat Szwecji (1927-1939)
- Konsulat Węgier (1926-1939)
- Konsulat Łotwy (1935-1939)
- Konsulat Hiszpanii (1932-1939)
- Konsulat Czechosłowacji (1924-1937)
- Konsulat Brazylii (1923-1931)
- Konsulat Estonii (1939)
- Konsulat Rumunii (1935-1939)

## Po II wojnie światowej

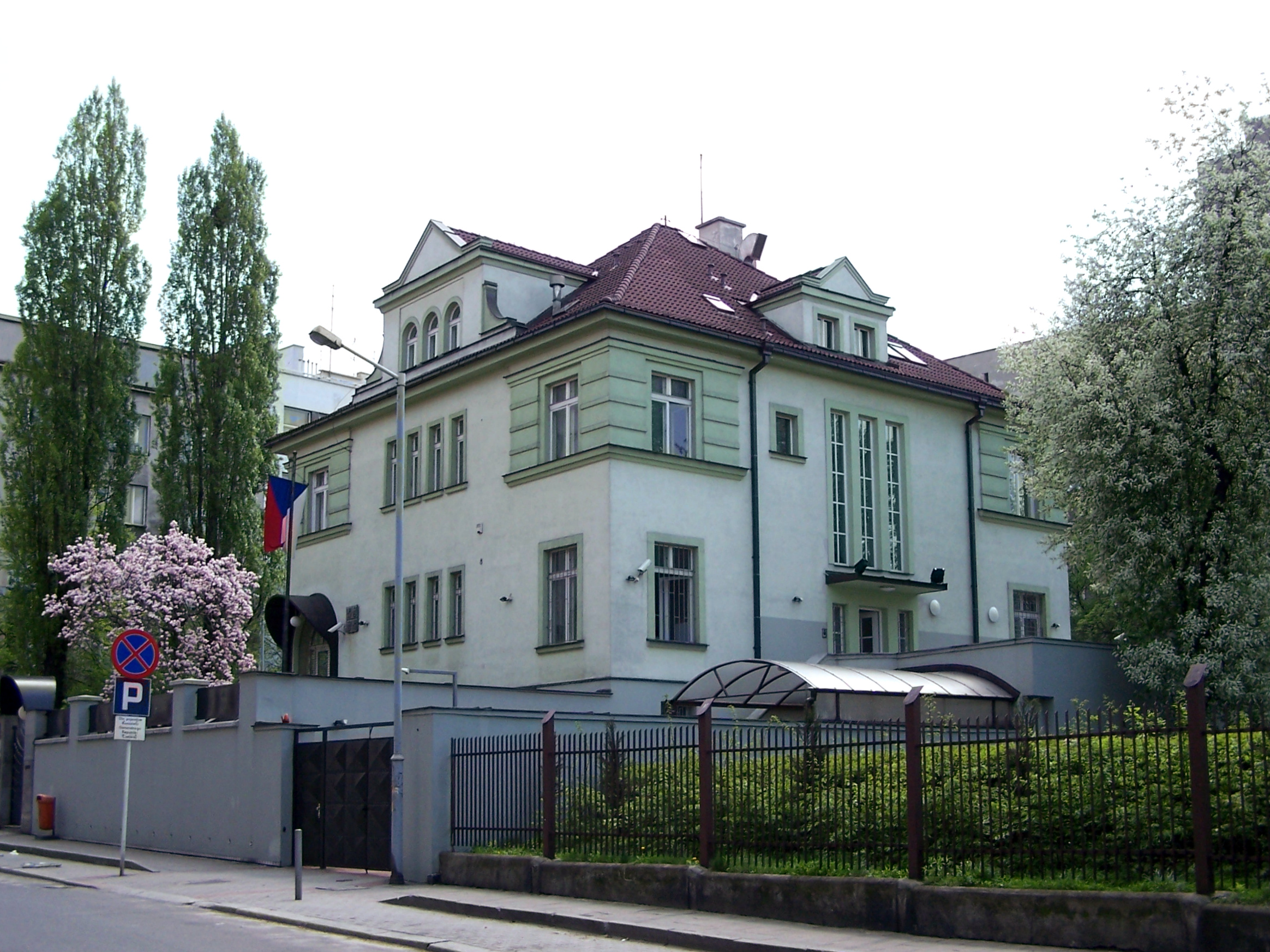
Były Konsulat Generalny Republiki Czeskiej w Katowicach.

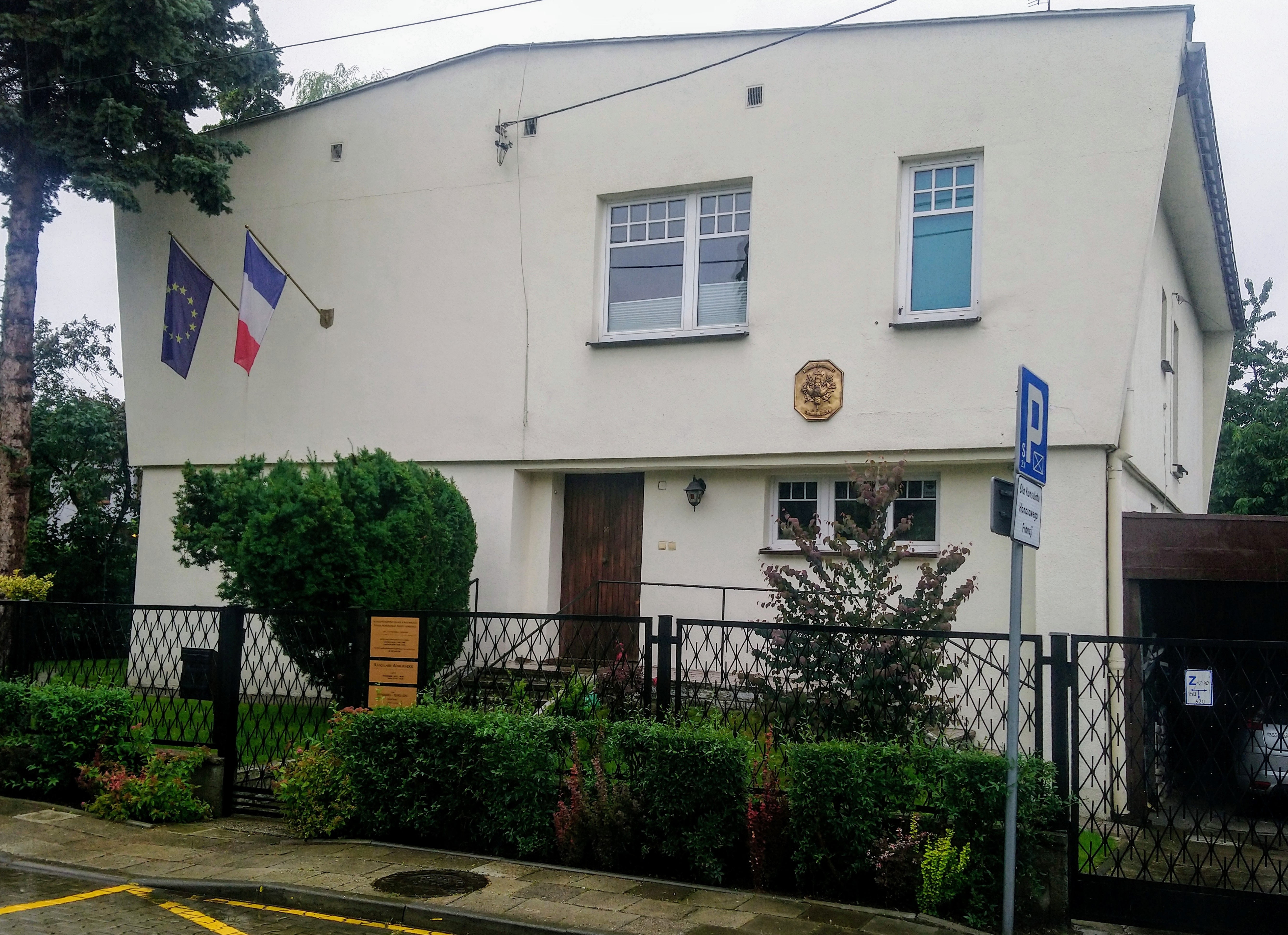
Konsulat Honorowy Republiki Francuskiej w Katowicach

|            | Nazwa                                                | Status placówki   | Przedstawiciel placówki                   | Uwagi                                                          |
| ---------- | ---------------------------------------------------- | ----------------- | ----------------------------------------- | -------------------------------------------------------------- |
| Austria    | Konsulat Republiki Austrii w Katowicach              | konsulat honorowy | Mirosław Bienioszek (konsul honorowy)     | strona internetowa: http://www.konsulataustria-katowice.pl/    |
| Białoruś   | Konsulat Republiki Białorusi w Katowicach            | konsulat honorowy | Marek Rasiński (konsul honorowy)          |                                                                |
| Benin      | Konsulat Republiki Beninu w Katowicach               | konsulat honorowy | Nadia Paterek (konsul honorowy)           | strona internetowa: www.consulatrepubliquedubenin.pl           |
| Bułgaria   | Konsulat Republiki Bułgarii w Katowicach             | konsulat honorowy | Janusz Zatoń (konsul honorowy)            |                                                                |
| Chile      | Konsulat Republiki Chile w Katowicach                | konsulat honorowy | Jacek Bieczek (konsul honorowy)           | strona internetowa: www.chile.katowice.pl/                     |
| Francja    | Konsulat Republiki Francuskiej w Katowicach          | konsulat honorowy | Anna Krasuska-Terrillon (konsul honorowy) | strona internetowa: www.konsulfr.katowice.pl/                  |
| Gruzja     | Konsulat Gruzji w Katowicach                         | konsulat honorowy | Bogdan Pietrzak (konsul honorowy)         | strona internetowa: https://konsulatgruzjikatowice.pl          |
| Kazachstan | Konsulat Republiki Kazachstanu w Katowicach          | konsulat honorowy | Artur Nizioł (konsul honorowy)            | strona internetowa: https://kaz.katowice.pl/                   |
| Litwa      | Konsulat Republiki Litewskiej w Katowicach           | konsulat honorowy | Jerzy Wcisło (konsul honorowy)            |                                                                |
| Łotwa      | Konsulat Republiki Łotewskiej w Katowicach           | konsulat honorowy | Tadeusz Biedzki (konsul honorowy)         |                                                                |
| Luksemburg | Konsulat Wielkiego Księstwa Luksemburga w Katowicach | konsulat honorowy | Mikołaj Pluciński (konsul honorowy)       | strona internetowa: http://pl.acs-group.pl/konsulat.html/      |
| Peru       | Konsulat Peru w Katowicach                           | konsulat honorowy | Wojciech Giergiel (konsul honorowy)       |                                                                |
| Serbia     | Konsulat Republiki Serbii w Katowicach               | konsulat honorowy | Ranko Tomović (konsul honorowy)           | strona internetowa: www.konsulat-serbia.pl siedziba w Czeladzi |
| Słowenia   | Konsulat Republiki Słowenii w Katowicach             | konsulat honorowy | Tomasz Zjawiony (konsul honorowy)         | strona internetowa: www.konsulat-slowenia.pl                   |
| Szwecja    | Konsulat Królestwa Szwecji w Katowicach              | konsulat honorowy | Arkadiusz Hołda (konsul honorowy)         | strona internetowa: www.sweden.com.pl                          |
| Ukraina    | Konsulat Ukrainy w Katowicach                        | konsulat honorowy | Jarosław Wieczorek (konsul honorowy)      | strona internetowa: www.konsulat.ukraina.katowice.pl           |